# سینمای شاعرانه اوکراین
سینمای شاعرانهٔ اوکراین (به انگلیسی: Ukrainian Poetic Cinema) یک جنبش سینمایی و فرهنگی بود که در اواسط قرن بیستم در واکنش به سیاست ملیت شوروی ظهور کرد. این و دیگر جنبش‌های هنری در صنعت سینمای شوروی در اواسط دههٔ ۱۹۶۰ میلادی با اکران فیلم سایه‌های نیاکان فراموش‌شده ظهور کردند.
برخلاف سینمای رئالیستی شوروی، سینمای شاعرانهٔ اوکراین بر بیان بصری، نقوش سورئال و قوم‌نگاری متمرکز بود. این سینما متأثر از فولکلور اوکراینی و آثار اولیهٔ الکساندر داوژنکو بود.
توسعهٔ سینمای شاعرانه اوکراین موج دیگری از سرکوب ماشین ایدئولوژیک شوروی علیه سینمای اوکراین، آگاهی ملی و جستجوی هنری غیرسنتی را برانگیخت. بسیاری از فیلم‌های این جنبش در اتحاد جماهیر شوروی سوسیالیستی به دلیل سانسور ایدئولوژیک ممنوع شد و تنها در اواخر دههٔ ۱۹۸۰ میلادی و اوایل دههٔ ۱۹۹۰ میلادی منتشر شد.
اصطلاح «سینمای شاعرانه اوکراین» به جانوش گازدا (Janusz Gazda) منتقد لهستانی نسبت داده می‌شود که آن را در سال ۱۹۷۰ میلادی مطرح کرد.

## فیلم‌ها

پوستر فیلم «سایه‌های نیاکان فراموش‌شده»،محصول سال ۱۹۶۴ میلادی، به کارگردانی: سرگئی پاراجانف

سینمای شاعرانه اوکراین شامل ده فیلم بلند ساخته شده در دهه‌های ۱۹۶۰ و ۱۹۷۰ میلادی است. که عبارتند از: سایه‌های نیاکان فراموش‌شده (۱۹۶۴) اثر: سرگئی پاراجانف؛ صلیب سنگی (۱۹۶۸) و زاخار برکوت (۱۹۷۱) اثر: لئونید اوسیکا؛ بهاری برای تشنه‌ها (۱۹۶۵)، حوای سنت جان (۱۹۶۸) و پرندۀ سفید نشان‌شده با سیاه (۱۹۷۱) اثر: یوری ایلینکو؛ وجدان (۱۹۶۸) اثر: ولودیمیر دنیسنکو؛ کمیسرها (۱۹۶۸) اثر: میکولا ماشچنکو؛ و نامهٔ گمشده (۱۹۷۲) اثر: بوریس ایوچنکو.